# Chris McCubbins
Chris McCubbins, född 22 november 1945, död 21 augusti 2009, var en friidrottare från Kanada. Han deltog vid olympiska sommarspelen 1976.